# 訓名
訓名，又稱學名。有一些家庭的兒童，入學受教育時會由父親、老師或其他長輩，取一個「訓名」，供老師稱呼，有別於小名、表字。如《紅樓夢》：「這薛公子學名薛蟠，表字文龍。」《宋史》選舉志：「凡無官宗子應舉，初生則用乳名給據，既長則用訓名。」
有些人會沿用訓名作為本名，如「孫文」，「文」字即其訓名。也有另取本名的，如前中國共產黨領導人鄧小平訓名為希賢，中國國民黨領導人蔣介石訓名為志清。